# Ebbe Nilsson
Ebbe Ture Nilsson, född 26 april 1940 i Karlskoga, är en svensk kompositör och musiker (orgel, piano).
Han bildade tillsammans med brodern Sten Nilsson samt Stanley Granström gruppen Sten & Stanley 1962. Före Sten & Stanley spelade han i Nisse Aldeland.